# Паламут
Паламут (на турски: Palamut) е село в Източна Тракия, Турция, Вилает Родосто.

## География
Селото се намира на 23 км северно от Шаркьой.

## История
Според статистиката на професор Любомир Милетич в 1913 година в Паламудъ живеят 80 гръцки семейства.